# Les Ordres
Les Ordres – miejscowość w Hiszpanii, w Katalonii, w prowincji Tarragona, w comarce Alt Camp, w gminie Aiguamúrcia.
Według danych INE z 2010 roku miejscowość zamieszkiwało 11 osób.